# Kirche zum Heiligen Grabe Dietersdorf

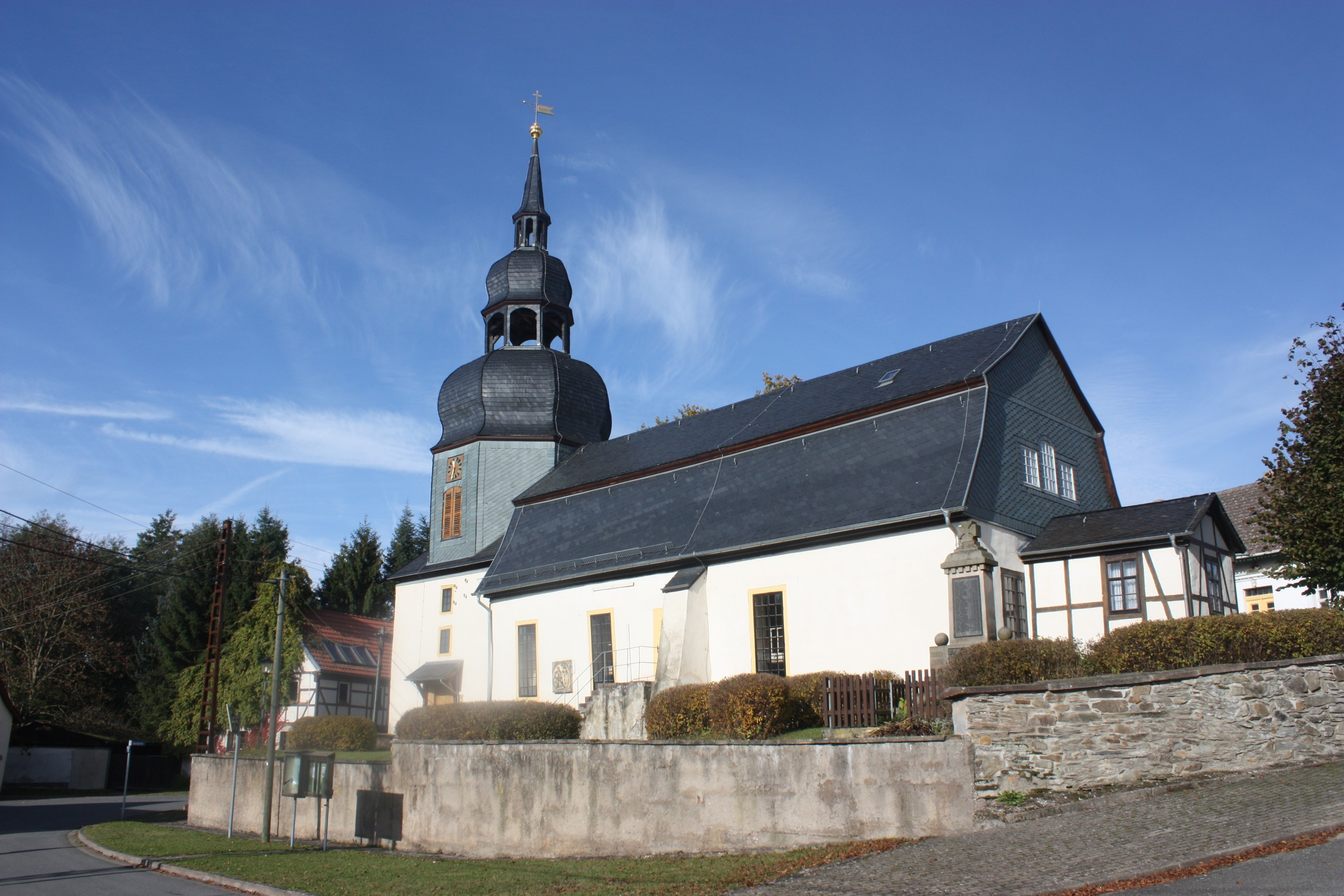
Kirche zum Heiligen Grabe, Dietersdorf

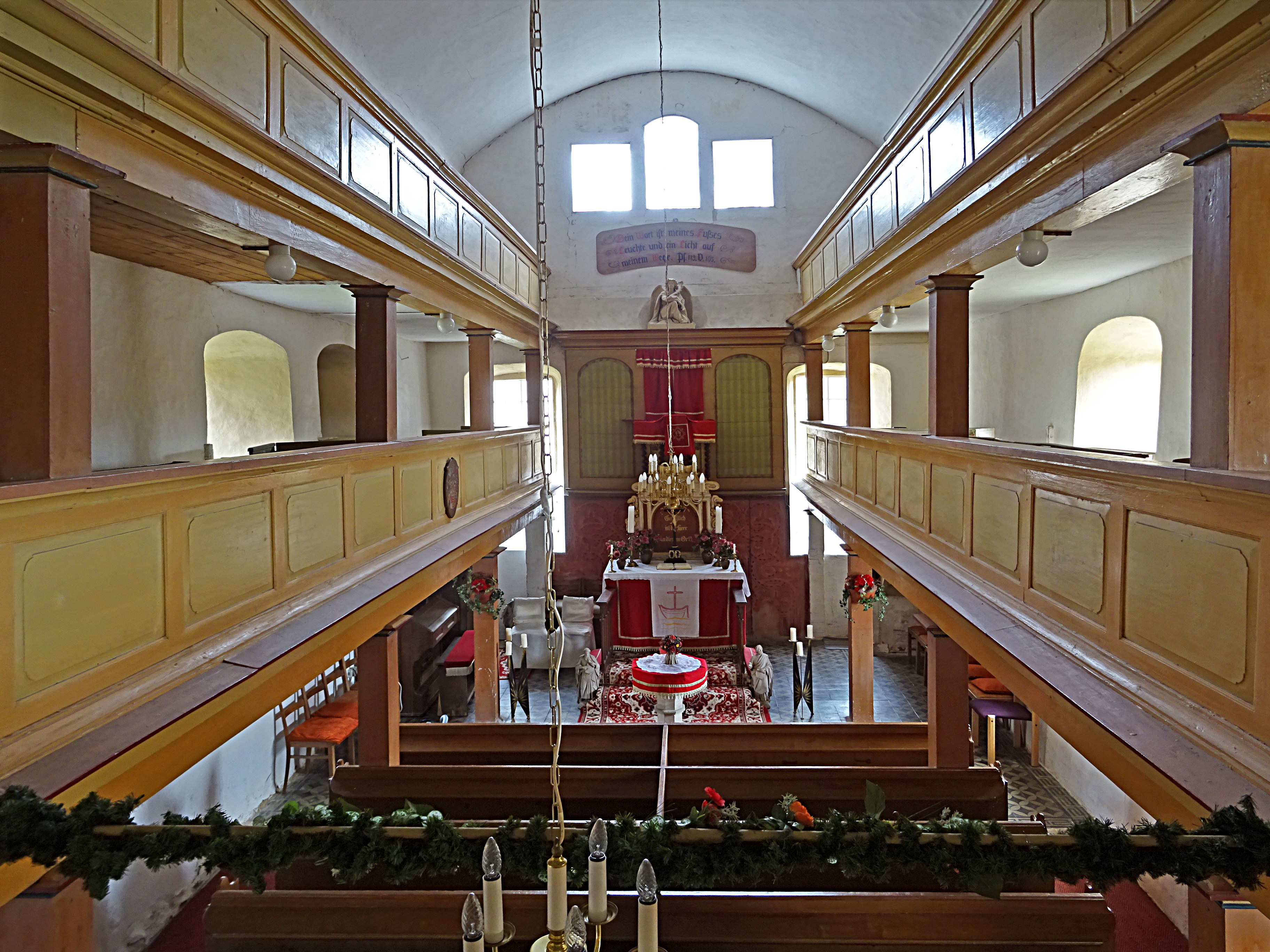
Innenansicht

Die Kirche zum Heiligen Grabe in Dietersdorf ist eine evangelische Kirche im Landkreis Mansfeld-Südharz. Die Saalkirche wurde 1554 erbaut und Anfang des 18. Jahrhunderts barockisiert.

## Geschichte
Im Mittelalter gehörten die Orte Breitungen (Südharz) und Schwenda zur Kirche auf dem Breitenberg in Breitungen.
Der erste evangelische Pfarrer war Thomas Bocke.
Bei seinem Amtsantritt fand Pfarrer Kranoldt 1723 in Dietersdorf eine gar kleine Kirche, ein von Holtz baufälliger Thurm, keine Orgel noch Herrschafftlicher Stand, die Pfarrwohnung einem Tugurium oder Hirten Hauße gleich vor. Von 1712 bis 1736 erfolgten sehr umfangreiche Umbauarbeiten an der Kirche. Der alte nach Osten gerichtete Kirchturm wurde 1735/1736 abgebrochen und im Westen neu errichtet und mit einer barocken Haube versehen. Die Kirche ist mit einem Kanzelaltar und an den beiden Längsseiten mit zwei übereinanderliegenden Emporen ausgestattet.
Die Einweihung der Kirche fand 1733 statt. Der damalige Graf Christoph Friedrich zu Stolberg-Stolberg schenkte der Kirche eine Altarplatte aus Alabaster, die man nach dem Brand der  Burg Hohnstein 1627 unter den Trümmern der von kaiserlichen Truppen zerstörten Burgkapelle unversehrt gefunden hatte. 1733 wurden bei der Kirchenerweiterung der neue Altar und eine neue Kanzel eingebaut und die Kirche wurde ausgemalt.

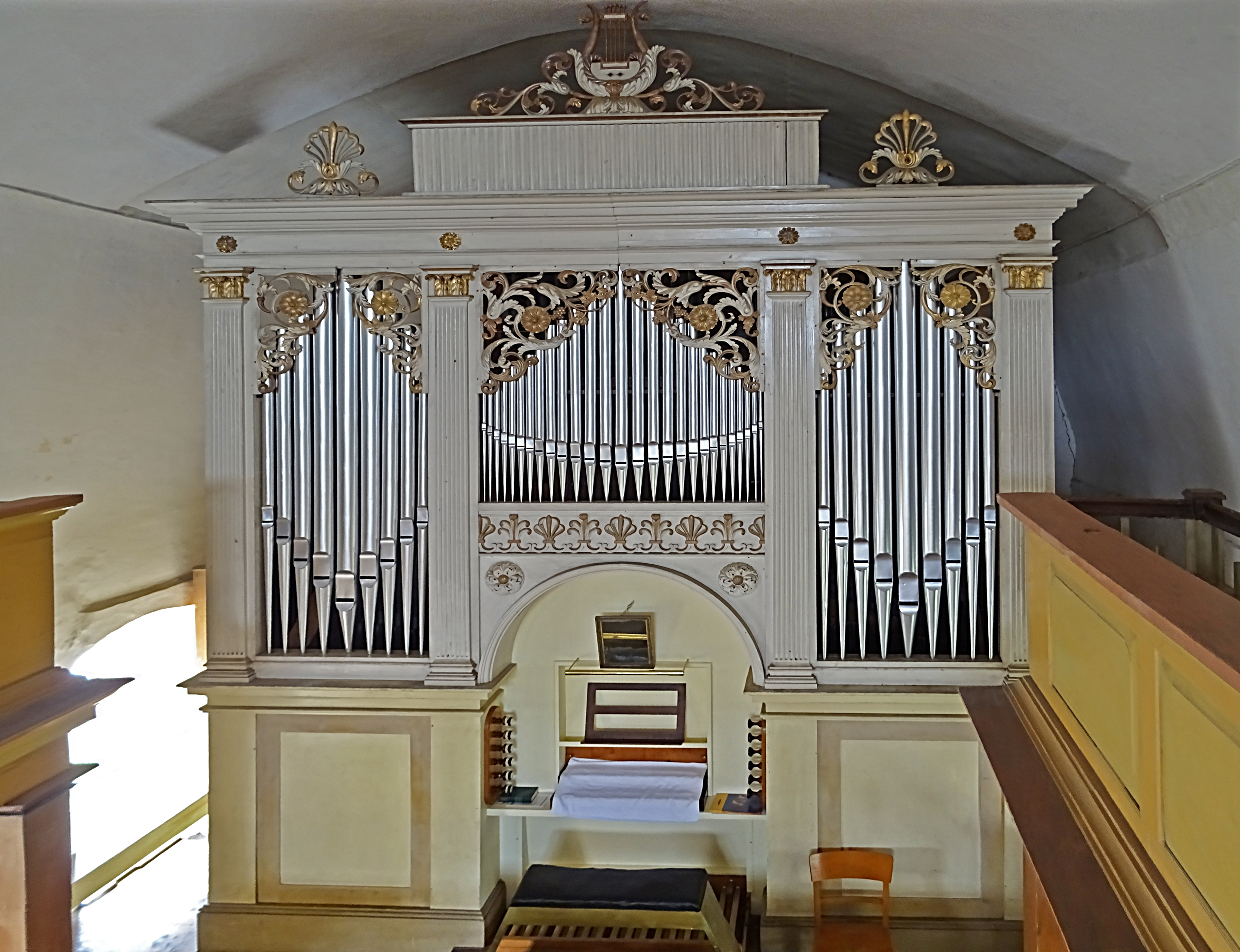
Strobel-Orgel

## Orgel
Beim Amtsantritt des Pfarrers Johann Conrad Kranoldt 1723 besaß die Kirche noch keine Orgel. 1729 berichtet Kranoldt dann vom Bau einer Orgel. 1853 erfolgte der Neubau einer Orgel durch Julius Strobel. Das Instrument hat heute 19 Register auf zwei Manualen und Pedal.

## Glocken
1740 wurde die zersprungene große Glocke in Nienstedt am Harz umgegossen.